# Носач авиона Џорџ Вашингтон (CVN-73)
Носач авиона Џорџ Вашингтон (CVN-73) (engl. USS George Washington (CVN 73)) је амерички носач авиона на нуклеарни погон. Џорџ Вашингтон је шести амерички носач авиона Нимиц класе и четврти амерички ратни брод који носи име Џорџа Вашингтона, првог предсједника САД. Изграђен је у бродоградилишту Newport News Shipbuilding, а поринут је 4. јула 1992. Изградња је коштала 4,5 милијарди долара.
На палуби брода угравиране су ријечи Џорџа Вашингтона: „Без одлучујуће поморске силе, не можемо учинити ништа коначним. А са њом можемо све часно и величанствено.“